# Liste der Bodendenkmale in Joldelund
In der Liste der Bodendenkmale in Joldelund sind die Bodendenkmale der Gemeinde Joldelund nach dem Stand der Bodendenkmalliste des Archäologischen Landesamts Schleswig-Holstein von 2016 aufgelistet. Die Baudenkmale sind in der Liste der Kulturdenkmale in Joldelund aufgeführt.
| Denkmal-ID           | Befundart           | Bezeichnung                              | Zeitstellung                 | Lage | Bemerkungen | Bild |
| -------------------- | ------------------- | ---------------------------------------- | ---------------------------- | ---- | ----------- | ---- |
| aKD-ALSH-Nr. 001 215 | Grabmal > Grabhügel | Grabhügel                                | Vor- und/oder Frühgeschichte |      |             |      |
| aKD-ALSH-Nr. 001 216 | Grabmal > Grabhügel | Grabhügel                                | Vor- und/oder Frühgeschichte |      |             |      |
| aKD-ALSH-Nr. 001 217 | Altweg, Hafen       | Weg/Furt/Wasserstraße/Hafen              | Vor- und Frühgeschichte      |      |             |      |
| aKD-ALSH-Nr. 001 218 | Altweg, Hafen       | Weg/Furt/Wasserstraße/Hafen              | Vor- und Frühgeschichte      |      |             |      |
| aKD-ALSH-Nr. 001 219 | besonderer Stein    | Inschriftenstein/Grenzstein/Schalenstein |                              |      |             |      |